# Taiwan
Taiwan, officiellt Republiken Kina (中華民國; 中华民国; Zhōnghuá Mínguó), är en stat som omfattar ön Taiwan i Stilla havet och några mindre öar, bland andra Pescadorerna, Kinmen och Matsuöarna. Taiwan gör anspråk på det kinesiska fastlandet som sedan år 1949 hävdas av Folkrepubliken Kina. År 1945–1971 företrädde Taiwan även fastlands-Kina i FN:s generalförsamling och FN:s säkerhetsråd.
Den moderna statsbildningen har sitt ursprung i republiken Kina, som grundades 1 januari 1912 på det kinesiska fastlandet sedan den kinesiska revolutionens ledare Sun Yat-sen återvänt från sin exil i USA, då det flertusenåriga dynastiska kinesiska kejsardömet (då under ledning av den manchuriska dynastin Qingdynastin) avskaffades. År 1949, i samband med att Mao Zedong och Kinas kommunistiska parti utropade den nya staten Folkrepubliken Kina i Peking, flydde hela det tidigare kinesiska ledarskapet, inklusive merparten av den kinesiska armén, till ön Taiwan. Där skapade de en ny statsadministration, som i konkurrens med folkrepublikens ledare i Peking gjorde anspråk på att företräda hela Kina.
Folkrepubliken Kina, som kontrollerar fastlandet, anser å sin sida att ön Taiwan är en ännu ”icke-befriad” del av Kina. Taiwan har diplomatiskt erkännande från 14 länder år 2019. Se vidare Taiwans politiska status. För att inte hamna i onåd hos Folkrepubliken Kina håller många länder en inofficiell kontakt med Taiwan genom så kallade handelskontor istället för ambassader.

## Historia
Taiwan besöktes 1544 av ett portugisiskt fartyg, men Portugal inledde aldrig någon kolonisation av ön. Den 26 augusti 1624 etablerades en nederländsk koloni, som kom att bestå fram till dess att den kinesiske fältherren Koxinga (hanyu pinyin: Zheng Chenggong) besegrade och drev ut holländarna år 1662, varpå han grundade Kungadömet Tungning. 1683 blev ön en del av Kina, som vid den tiden styrdes av Qingdynastyn. I samband med det första kinesisk-japanska kriget (1894-1895) i slutet av Qingdynastin led Kina ett militärt nederlag mot Japan och tvingades avträda Taiwan som en del av Shimonosekifördraget. En grupp höga ämbetsmän på ön som förblev lojala mot Qingdynastin accepterade dock inte den nya japanska överhögheten utan lät utropa Taiwan till självständig republik. Republiken krossades dock av japanerna efter bara ett par månader och Taiwan förblev under japansk kontroll fram till 1945 då Chiang Kai Sheks exilregering uppdrogs att förvalta Taiwan på uppdrag av de segrande makterna efter Japans förlust i Andra världskriget. Efter den kommunistiska gerillan under Mao Zedongs seger över den nationalistiska Guomindang-regeringens trupper under Chiang Kai-shek i det kinesiska inbördeskriget (1928-1949) och grundandet av Folkrepubliken Kina den 1 oktober 1949, flydde ca 1,5 miljoner människor, främst Guomindangs ledning och vad som återstod av den nationalistiska armén till Taiwan. De upprättade en regering på ön med grund i 1947 års grundlag och Chiang som president till dennes död 1975, då han efterträddes av sonen Chiang Ching-kuo. I och med San Francisco-fördraget 1952 avträdde Japan Taiwan men avträdde inte Taiwan till någon specifik makt. Därmed har Taiwan fortfarande idag en obestämd status.
Styrd av Guomindang som en auktoritär diktatur med ständigt militärt undantagstillstånd, kom Taiwan gradvis att demokratiseras från och med 1980-talet. Även den inhemska taiwanesiska befolkningen, som utgjort en förtryckt majoritet under Chiang Kai-shek, fick nu möjlighet att delta i landets styre, liksom de politiker som genom Dangwai-rörelsen ("utom partiet", dvs Guomindang) tilläts utöva en viss opposition. Med grund i denna bildades 1986 Demokratiska framstegspartiet, och följande år upphävdes det nästan 40 år gamla undantagstillståndet. Fortfarande hade Guomindang kontroll genom de valkretsar till nationalförsamlingen som ansågs representera fastlandet, vilka följaktligen avskaffades under tidigt 1990-tal. År 2000 förlorade Guomindang-partiet för första gången makten i allmänna och demokratiska val till DFP och dess kandidat Chen Shui-bian, som fyra år tidigare valts till Taipeis borgmästare. DFP eftersträvar officiell självständighet från Folkrepubliken Kina. Detta har lett till ökade politiska och militära spänningar mellan Republiken Kina och Folkrepubliken Kina, och till ett närmande mellan de tidigare fienderna Kinas kommunistparti KKP och det nationalistiska Guomindang, som återtog makten i 2008 års president- och kongressval.
I maj 2016  blev Tsai Ing-wen Taiwans första kvinnliga president. Tsai som kommer från det forna oppositionspartiet Demokratiska framstegspartiet (DPP), är känd som en förespråkare för självständighet.

## Geografi
Taiwan ligger cirka 12 mil utanför Kinas sydöstra kust. Ön är ca 16 mil bred och ca 40 mil lång. Den centrala delen av ön är mycket bergig och har fem bergskedjor som sträcker sig i nordsydlig riktning över två tredjedelar av ön. Den högsta toppen heter Yu Shan och ligger på 3952 meter över havet. De olika bergskedjorna har fler än 200 toppar som mäter över 3000 meter. På öns västra sida ligger en plan slätt med mycket bördig jord. Det är på denna sida som de flesta av Taiwans invånare, och även mycket av den uppodlade marken finns. Då den bördiga marken upptar endast 25 % av öns yta, så gör det att befolkningstätheten blir mycket stor på slätterna, och ungefär 90 % av befolkningen kallar dessa områden för hem. Resten av befolkningen residerar på den östra sidan av ön, där stora arealer av berg och skog, (ca 60 % av öns yta) finns.

## Styre och politik

### Administrativ indelning
Officiellt är nationen Kina indelad i 35 provinser varav Fujian (öområde med ett 20-tal öar inklusive Kinmen, Matsu och Wuqiu) belägen vid Fastlandkinas östkust och Taiwan (med Taiwanön och ett antal mindre öar, däribland Pescadorerna) förvaltas av Taiwan. Taiwan är indelad i 5 regioner och 22 administrativa områden.
Taiwan utövar dessutom partiell kontroll över Nansha Qundao, några internationellt omstridda öar i Sydkinesiska havet. Denna ögrupp är obefolkad, men området tros innehålla stora fyndigheter av olja och eventuellt naturgas. Sammanlagt sex stater gör anspråk på hela eller delar av denna ögrupp: Folkrepubliken Kina, Republiken Kina (Taiwan), Vietnam, Malaysia, Brunei och Filippinerna.

### Politik
Den dominerande politiska frågan fortsätter att handla om relationerna mellan Republiken Kina (Taiwan) och Folkrepubliken Kina (på fastlandet), speciellt om en eventuell förening mellan parterna eller om Taiwan formellt ska bli en självständig stat. Taiwan har under de senaste åren till viss del slutat behandla Fastlandskina som en del av det egna landet, något som man alltid gjort tidigare. Taiwan representerade fram till 1971 hela Kina (både Taiwan och Fastlandskina) i Förenta nationerna (FN). Där innehade landet den mycket viktiga positionen som en av FN:s fem ständiga medlemmar i FN:s säkerhetsråd. Republiken Kina (Taiwan) gör fortfarande formellt, om än inte aktivt, territoriellt anspråk på Fastlandskina. De gör även anspråk på hela det ursprungliga Fastlandskina i enlighet med 1912 års gränsdragningar. Detta inkluderar de landområden som Folkrepubliken Kina senare har avsagt sig, främst då Mongoliet samt ytterligare vissa mindre landområden, bland annat norra Myanmar, östra Tadzjikistan och Nepal.
Beteckningen Taiwan har länge använts av de länder som har brutit de diplomatiska förbindelserna med Republiken Kina efter Folkrepubliken Kinas grundande 1 oktober 1949, däribland Sverige, eller på grund av FN:s resolution från oktober 1971 då Folkrepubliken övertog Republiken Kinas officiella representation i FN och platsen i säkerhetsrådet. Sedan Kinas nationella folkparti, Kuomintang, förlorade makten i öns första allmänna demokratiska val 2000, har användningen blivit mer allmänt accepterad även i Taiwan. I idrottssammanhang som olympiska spelen och världsmästerskapet i fotboll tävlar Taiwan under namnet Kinesiska Taipei.
Folkrepubliken Kina motsätter sig i dag att ön ändrar sin officiella benämning från Republiken Kina till exempelvis Republiken Taiwan, då detta i Peking uppfattas som ett steg mot officiell självständighet för ön från Folkrepubliken Kina. Folkrepublikens parlament har antagit en lag, enligt vilken landets president ges befogenheter att förklara krig mot landet i händelse regeringen i Taipei skulle ändra landets officiella benämning. Konflikten över ön Taiwans territoriella tillhörighet och internationella politiska status betraktas allmänt som en av de största riskerna för en storskalig internationell militär konflikt i Östasien. I samband med att USA:s president George W. Bush tillträdde som president 2001 uttalade han att öns självständighet måste försäkras ”till varje pris”. Japans tidigare premiärminister Junichiro Koizumi har uttalat att Taiwans självständighet är av ”primär strategisk betydelse” för Japans självförsvarsstyrkor.

### Rättsväsen
Dödsstraff tillämpas i Taiwan, och verkställdes där sju gånger under 2003.

## Ekonomi och infrastruktur

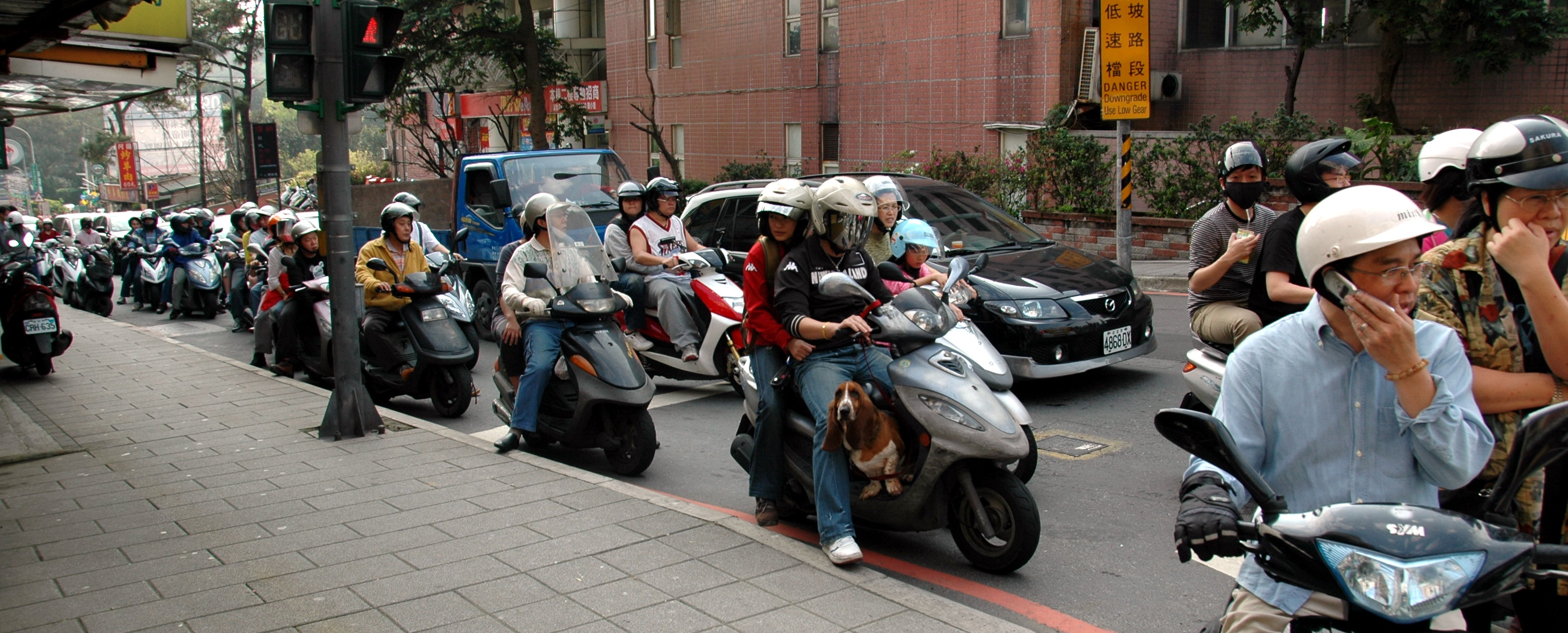
Skoter är ett av de allra vanligaste fortskaffningsmedlen på Taiwan.

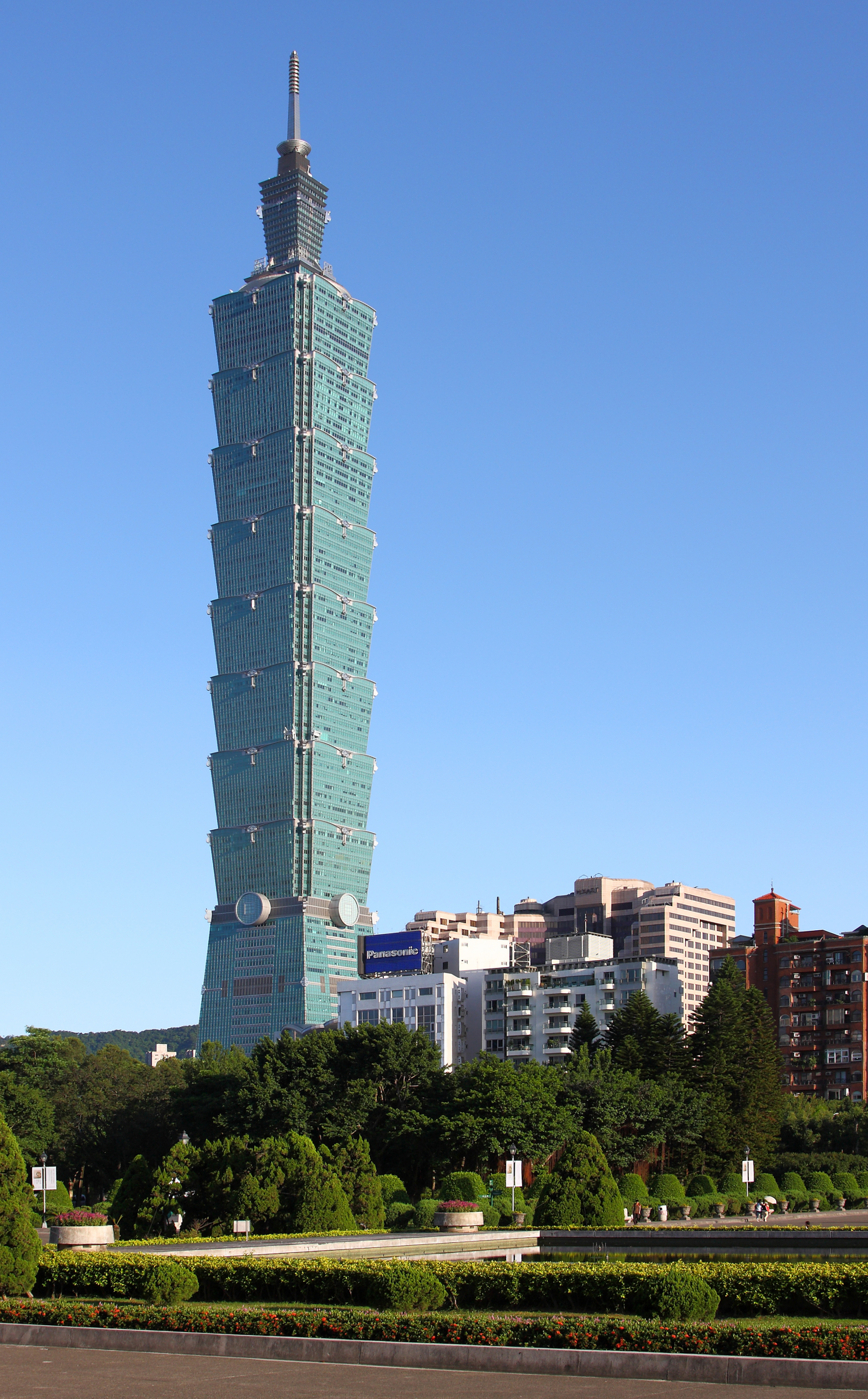
Taipei 101 i huvudstaden Taipei är en av världens högsta byggnader och en symbol för landets starka ekonomi.

Taiwan är en kapitalistisk marknadsekonomi. Man har en välutvecklad tillverkningsindustri och en betydande export vilken lett till ett stort handelsöverskott mot omvärlden. Valutareserven var 2005 den tredje största i världen, till viss del beroende på att Guomindang-partiet under flykten undan de kommunistiska trupperna i Fastlandskina tog med sig hela den kinesiska guld- och valutareserven till ön. 
I dag[när?] har de båda kinesiska de facto-staterna ett mycket stort ekonomiskt utbyte med varandra, vilket huvudsakligen sker via det kinesiska territoriet Hongkong. Folkrepubliken Kina är Republiken Kinas största exportmarknad. Affärsmän från Taiwan har investerat mycket stora belopp i uppbyggnaden av företag och industrier i Folkrepubliken Kina. Ett stort antal av Taiwans medborgare bor och verkar i Folkrepublikens Kina. Antalet människor från det kinesiska fastlandet som besöker, studerar eller arbetar i Taiwan är dock ännu starkt begränsat, främst beroende på strikt lagstiftning i Republiken Kina. 
Under Asiens finansiella kris 1998 klarade sig staten relativt bra jämfört med flera av sina grannländer, bland dem Malaysia, Sydkorea och Thailand. Däremot innebar den globala lågkonjunkturen 2001 att Taiwan för första gången i modern historia hade ett år med negativ ekonomisk tillväxt. Dessutom var arbetslösheten rekordhög detta år. 
Den taiwanesiska industrin har under senaste årtiondena[när?] haft god draghjälp av det halvstatliga forskningsinstitutet ITRI. Denna politik har inspirerats av den ekonomiska utveckling som präglat grannlandet och den tidigare kolonialmakten Japan, där Industri- och handelsministeriet under efterkrigstiden spelade en avgörande styrande roll för Japans stora industri- och exportföretag. De jämförelsevis mycket låga produktionskostnaderna i Kina har under 1990- och 2000-talet lett till att flera av Taiwans tillverkningsindustrier valt att flytta över sin produktion till Folkrepubliken Kina. Den stora internationella uppmärksamheten Folkrepubliken Kina fått för sin snabba ekonomiska utveckling har också bidragit till ett minskat internationellt intresse för att investera på ön. 
Dessa två faktorer har lett till lägre ekonomisk tillväxt, samt fallande reallöner och ökad arbetslöshet inom vissa yrkesgrupper, främst bland lågavlönad och lågutbildad arbetskraft. De ökade möjligheterna till att få avkastning på sitt kapital, vilket globaliseringen och Folkrepubliken Kinas ekonomiska öppnande inneburit, har samtidigt lett till ökat välstånd bland ekonomiskt redan välställda grupper. Fenomenet att de rikaste i samhället blir rikare, samtidigt som de fattiga och lågutbildade blir ännu fattigare, har under 2000-talet lett till en omfattande politisk debatt i riket. Fenomenet kallas allmänt för ett M-typssamhälle. Taiwan har fortfarande en relativt hög ekonomisk tillväxt i internationell jämförelse, ca 5 % (2007). Denna tillväxt karaktäriseras dock av en stor regional obalans, där huvuddelen av tillväxten koncentreras till huvudstaden Taipei.

### Näringsliv

#### Jord- och skogsbruk
Cirka 24 procent av landets yta är odlingsbar mark. År 1952 stod jordbruket för 32 procent av bruttonationalprodukten, nu[när?] är andelen 2 procent. Drygt hälften (58 procent) av landets yta räknas som skogsmark.[källa behövs]

#### Energi och råvaror
Elektriciteten framställs med fossila bränslen (71 procent), kärnkraft (23 procent) och vattenkraft (6 procent). 
Bland naturresurserna märks naturgas, kalksten, marmor och asbest.[källa behövs]

#### Industri
Taiwan är världsledande inom halvledarindustrin. De står för en majoritet av den globala kontraktstillverkningen och gör de mest avancerade mikrochipen, mätt i transistortäthet.

## Befolkning

### Demografi

#### Minoriteter
De största etniska grupperna är taiwaneser (70 procent), hakka (14 procent) och fastlandskineser anlända efter 1945 (14 procent). Även den grupp som kallas "taiwaneser" är dock hankineser i grunden, invandrade från det kinesiska fastlandet under historisk tid, främst från provinserna Fujian och Guangdong. 
Endast två procent räknas som egentlig ursprungsbefolkning. De har bott på ön långt före den kinesiska koloniseringen påbörjades under 1600-talet. I dag finns sexton olika minoritetsfolk på Taiwan: amisfolket, atayal, bunun, kanakanavu, kavalan, paiwan, puyuma, rukai, saisiyat, saaroafolket (hla'alua), sakizaya (sakuzaya), seediq, taroko (truku), thao, tsoufolket och yamifolket (tao).

Karta över minoritetsfolken i Taiwan (saaroa och kanakanavu saknas).

### Språk
Man talar mandarin, taiwanesiska (min) och hakka-dialekter. Ursprungsbefolkningen talar olika austronesiska språk och är kulturellt och genetiskt besläktade med andra polynesiska och malajiska folkgrupper i Stilla havet och Sydostasien. Taiwan har sedan 2001 en lag om hemspråksundervisning, inriktad mot öns ursprungsbefolkning.[källa behövs]

### Religion
Betydande religioner är buddhism, konfucianism och taoism (tillsammans 93 procent). På ön bedrivs det sedan länge missionsverksamhet av ett flertal kristna samfund. Fem procent av öns befolkning beräknas i dag tillhöra olika kristna samfund. Kristna kyrkor tillhör i dag stadsbilden i de flesta städerna och större samhällena på ön. Ett flertal sjukhus har grundats, och drivs fortfarande, av kristna organisationer.

## Kultur

### Massmedier
Republiken Kina har ett stort antal lokala och nationella radio- och TV-stationer som sänder på hakka, minoritetsspråk och taiwanesiska.